# Прогресив рок
Прогресив рок (за краткост прог, или прог рок, за да се разграничава от другите стилове „прогресив“) е амбициозен, еклектичен и често претенциозен стил от рок музиката, който се появява в края на 60-те години на XX век, достига пика на популярността си в началото на 1970-те, но продължава да се развива като музикална форма и до днес. Началото на стила се свързва с групи от Великобритания, като течението се свързва преди всичко с европейската сцена, въпреки наличието на немалко американски и канадски прог-групи. Характерно за стила е вдъхновението, което черпи от класическата музика и джаза, по което се отличава от класическия американски рок, в който се откриват основно елементи на ритъм енд блус и кънтри музика. Близо четиридесет години след появата на първите образци на стила, той се е развил в множество подстилове – симфоничен рок, арт рок, прогресив метъл, рок в опозиция, нео прогресив, кентънбъри сцена и много други. Същевременно, особено през 90-те години на двадесети век и началото на двадесет и първи век е налице тенденция да се нарича „прогресив рок“ всичко, което не може да се прикачи към друг стил.
Музикантите в стила търсят начини да избягат от „ограниченията“, които се налагат от популярния рок и поп-музиката, като така, често достигат до напълно непознати музикални форми. Същевременно именно „сложността“ на композициите, а не виртуозността на изпълнителите е най-характерният отличителен белег на прог рока.
Трудно е да се изработи единна дефиниция за понятието „прогресив рок“, неслучайно Робърт Фрип (Robert Fripp) лидерът на Кинг Кримсън (King Crimson), заявява, че е под неговото достойнство да го занимават с дефиниции. Между най-големите имена в стила, оформили облика му в началото на съществуването му са групите Джетро Тъл, Йес, Дженезис, Пинк Флойд, Емерсън, Лейк енд Палмър, Ръш, Джентъл Джайънт, Кинг Кримсън има твърде малко общи неща. Всъщност не рядко възникват спорове дали една или друга група принадлежи към стила или не. Класически примери за такива изпълнители са Франк Запа, Дийп Пърпъл, Тул, Дъ Марс Волта, Уишбоун Аш и др.

## Характеристики на прогресив рока
Едва ли съществува елемент, който да пронизва целия жанр и да се открива във всеки изпълнител и все пак има някои неща, които се считат за почти безспорни:
Дълги композиции – парчета от порядъка на 20 минути, не предизвикват особено учудване сред почитателите на прогресив рока. В тях се откриват множество заплетени мелодии и хармонии. Често се описват като епопеи и могат да се приемат за най-яркия поклон на стила към класическата музика. За първата безспорна епопея на прогресив рока се приема „In Held Twas In I“ на Procol Harum, която със своите 17:30 минути и пет части предизвиква истински шок през 1968 г.
Други знаменити примери на музикални епопеи са двадесет минутното „2112“ на Ръш, класическата 23-минутна сюита „Supper's Ready“ на Дженезис, 44–минутна композиция Thick as a Brick на Джетро Тъл, двойният албум на Йес – Tales From Topographic Oceans, включващ четири парчета от по приблизително 25 минути.
С навлизането на CD-форма̀та и относителното поевтиняване на разходите за запис и издаване на музикален албум, съвременният прогресив рок доведе до още по-драстични „рекорди“ – 60 минутните композиции Garden of Dreams на The Flower Kings и Light of Day, Day of Darkness на Green Carnation
Втория момент, който е свързан с горния е, че тези дълги композиции са съставени от множество по-малки части (самите те често имат самостоятелни заглавия), които на свое основание, могат да се приемат за отделни парчета. Например „Close to the Edge“ на „Йес“ е разделено на четири части, „Hemispheres“ на Rush – на седем, а „Shine On You Crazy Diamond“ на „Пинк Флойд“ на девет. Сингълът „Soon“ на „Йес“ е всъщност петминутен откъс от 23-минутната „The Gates of Delirium“, „A Pleasant Shade of Gray“ на Fates Warning е разделена на 12 части по изричното настояване на издателя им.
Текстовете представляват сложни и понякога трудно разбираеми алегорични разкази свързани с фантастиката, фентъзи, историята, религията, душевни болести, войната. Рядко песните на прогресив рока третират теми като любов и секс („Джетро Тъл“ са изключение от това правило), а практически никога не се засягат така популярните (за други стилове) теми за танцуването и колите.
Повечето прогресив групи рядко отправят директни политически послания, предпочитайки да изразяват посланията си поставяйки проблема във въображаема или алегорична среда. Същевременно обаче, групите от течението рок в опозиция (поставяно като част от прогресив рока) не рядко използват изключително директен политически език.
Концептуални албуми въпреки че не са изключителна характеристика на прогресив рока, те са много типични за него. При тях съществува водещ мотив, на база на който се изграждат всичките песни в албума. Това донякъде наподобява театрална пиеса или опера, поради което често тази албуми са наричат рок опери. Въпреки че обикновено „Дъ Ху“ не се включват сред групите изпълняващи прогресив рок, първите рок опери са всъщност техни – шеговитата „A Quick One While He's Away“ и по-сериозния двоен албум – Tommy. Най-известните примери за рок опери са – The Lamb Lies Down on Broadway на „Дженезис“, Days of Future Passed на Муди Блус, Dark Side of the Moon, Wish You Were Here, Animals и The Wall на „Пинк Флойд“, а в наши дни – Operation: Mindcrime на Queensrÿche и Metropolis Part II: Scenes from a Memory на „Дрийм Тиътър“.
Често използване на инструменти, които не са характерни за рока, както и на необичайни начини на пеене. Най-известния пример за такава употреба е флейтата на която свири лидера и фронтмена на „Джетро Тъл“ – Иън Андерсън. В прогресив рока клавишните инструменти, като пиано, синтезатор, орган и мелотрон, излизат от поддържащия статут, който им е отреден в останалите рок стилове и имат самостойно, често основно значение. За други изпълнители е характерно ползването фолклорни инструменти, от различни региони на света. „Джентъл Джайънт“ са група, придобила популярност със специфичния си вокален стил комбиниращ рок с предкласика.
По време на зенита на прогресив рока, най-известните изпълнители в стила всъщност рядко ползват симфонични оркестри и хорове. Известни изключения от това правило са Atom Heart Mother от едноименния албум на „Пинк Флойд“, Five Bridges Suite на „Дъ Найс“ и втория албум на „Йес“ – Time and a Word, като това става преди тези групи да достигнат най-големия си разцвет. Обикновено се ползва мелотрон за симулация на хор и оркестър. Употребата на хор и оркестър се оказва по-обичайна за съвременния прогресив.
Употреба на необичайни музикални времена, ритмически техники, гами, строеве. Много музикални пиеси съдържат сложни времеви конструкции и полиритмии (в „Thela Hun Ginjeet“ на „Кинг Кримсън“ например, се съдържа пасаж, в който една част от музикантите свирят в 7/8, а другите в 4/4, като така се създава полиритмичен ефект).
Широк динамичен диапазон комбиниращ много тихи и много шумни пасажи, често появявайки се близо един до друг. За да остане този ефект, в прогресив рока използването на компресори е сравнително по-рядко, от колкото в другите стилове рок. Тази характеристика на музика изисква тя да се слуша сравнително съсредоточено и с внимание, а не като фон за друга дейност.
Сола – при прогресив рока те са характерни за почти всеки инструмент. Това от своя страна допринася за славата на такива изпълнители като китаристът Стийв Хауи, кийбордистът Рик Уейкман и барабанистът Нийл Пърт.
Включване на класически произведения в албумите. Най-известни в това отношение са „Емърсън, Лейк енд Палмър“, които изпълняват свои варианти на композиции на Аарън Копланд, Бела Барток, Модест Мусоргски и други.
Много характерен елемент за прогресив рок албумите е, че свързват музиката с изобразителното изкуство. За начало на тази тенденция се приема оформлението на албума Sgt. Pepper's Lonely Hearts Club Band на „Бийтълс“, впоследствие идеята е прегърната с ентусиазъм от множество групи (някои дори са по – известни с художественото оформление на плочите си от колкото с музикалните си произведения). Това от своя страна развива популярността на художниците и дизайнерите, които ги правят. Примери за художници, които са свързани с прогресив рока са Роджър Дийн, работил с „Йес“, и Сторм Торгесон и студиото му Hipgnosis, оформили дизайните на албумите „Пинк Флойд“. „Емърсън, Лейк енд Палмър“ използват за албума си Brain Salad Surgery картина на швейцарския художник Ханс Гигер известен с работата си във филма „Пришълецът“. Според написаното на обложката, първоначално в нея е фигурирал фалически обект, разположен под устата на жената, за да се наблегне на сленговия смисъл в заглавието на албума, означаващ фелацио. По настояване на издателя, обаче обектът е премахнат преди издаването на албума през 1973.
Ползване на множество звукови ефекти в композициите. Това, в частност, е запазена марка на „Пинк Флойд“. За пример, първото парче от албума им Dark Side of the Moon – „Speak to Me“ е съставено изцяло звукови ефекти – говорещ човек, тиктакаш часовник, дишане, човешки крясъци.
Множество странични проекти на музикантите. Подобно на джазовите изпълнители, музикантите от прогресив рок течението, често освен в основната си група, свирят още и в купища странични проекти. Така например Стийв Хауи от „Йес“ и Стийв Хакет от „Дженезис“ през 1980-те години издават общ албум на име GTR (от съгласните букви на английската дума за китара – „guitar“). Барабанистът Бил Бръфърд работи с групи като „Йес“, „Дженезис“ (за кратък период през 1975), „Кинг Кримсън“, UK. В началото на 1990-те „Йес“ правят турне, в което са включени абсолютно всички музиканти, участвали някога в групата. В това отношение нещата в съвременния прогресив са още по драматични Стивън Уилсън свири освен в основната си група Поркюпейн Трий, още в Bass Communion, Incredible Expanding Mindfuck, No-Man и Блекфийлд; Барабанистът на „Дрийм Тиътър“ Майк Портной участва в странични проекти като TransAtlantic, Liquid Tension Experiment, OSI, като и в албумите на Нийл Морз. Всеки от другите членове на Dream Theater участва в странични проекти, броят на които вече надвишава албумите на самата група. Лидерът на шведската прогресив сцена – Roine Stolt, освен в основния си проект „Дъ Флауър Кингс“, участва още в „ТрансАтлантик“, „Дъ Танджънт“, „Кейпа“, „Кармаканик“, като издава и самостоятелни албуми.

## Прогресив рок групи
- Джетро Тъл(Англия)
- Ръш(Канада)
- Емерсън, Лейк енд Палмър
- Йес(Англия)
- Пинк Флойд(Англия)
- Илектрик Лайт Оркестра
- Фейтс Уорнинг(САЩ)
- Мерилиън(Англия)
- Дрийм Тиътър (САЩ)
- Кинг Кримсън(Англия)
- Куинсрайх (САЩ)
- Дженезис (Англия)

## Български представители в жанра
- ФСБ
- Пантомайнд
- Мистика (група)
- Ювиги